# Uperoleia russelli
Uperoleia russelli es una especie  de anfibios de la familia Myobatrachidae.

## Distribución geográfica
Se encuentra Australia.